# Mi lenne, ha? (film)
A Mi lenne, ha? (eredeti cím: The Majestic) 2001-ben bemutatott amerikai történelmi, romantikus film, melynek rendezője és producere Frank Darabont. A főszerepben Jim Carrey, Bob Balaban, Brent Briscoe, Jeffrey DeMunn, Amanda Detmer, Allen Garfield, Hal Holbrook, Laurie Holden, Martin Landau, Ron Rifkin, David Ogden Stiers és James Whitmore látható.
A filmet a kaliforniai Ferndale-ben forgatták, világpremierje 2001. december 11-én volt, az Amerikai Egyesült Államokban pedig december 21-én volt a bemutató. Magyarországon DVD-n jelent meg szinkronizálva. A projekt világszerte összesen több mint 37 millió dollárt keresett, ami a 72 milliós gyártási költségvetésével szemben nem jó eredmény, a becslések szerint 49 millió dollárt veszített. A filmet 2002. május 24-én mutatták be az Egyesült Királyságban, és nem jutott be a Top 10-be.

## Cselekmény
A történet az 1950-es években, az Egyesült Államokban játszódik. Peter Appleton (Jim Carrey) B osztályú filmek írója, Hollywoodban él, és karrierje jó pillanatában van, bár reményei szerint A osztályú filmeken szeretne dolgozni.
Váratlanul a mccarthyzmus szellemében azzal vádolják meg, hogy ő kommunista szimpatizáns, mivel diákként részt vett a „Kenyeret golyók helyett” néven ismert baloldali diákszervezet gyűlésein. Bár ezt csak azért tette, hogy közelebb kerüljön egy nőhöz, az új forgatókönyvére vonatkozó szerződést felbontják, ami azt is jelenti, hogy a filmvállalat nem forgatja le a tervezett új filmjét (amelyről azt remélte, hogy megfelel majd az A-kategóriás filmek színvonalának is).
Mivel karrierje tönkrement, részegen úgy dönt, hogy kószál az autójával, és eközben balesetet szenved egy hídon, amikor megpróbálja elkerülni, hogy elgázoljon egy oposszumot.
Másnap reggel az óceán partján ébred, és rájön, hogy teljesen elvesztette az emlékezetét. Egy Lawson nevű kisváros közelében találja magát. A városlakók összetévesztik Luke Trimble-lel, a város egyik fiával, aki a valóságban tíz évvel ezelőtt meghalt a második világháborúban. „Luke” eleinte vonakodik elfogadni ezt az életet, de beleegyezik, hogy segítsen újra megnyitni a Majestic-et, „apja” Harry (Martin Landau) régi moziját, amelyet a háború utáni zord időkben bezártak.
Eközben Washingtonban Elvin Clyde, McCarthy-párti kongresszusi képviselő úgy véli, hogy Appleton eltűnése egyértelmű bizonyíték arra, hogy az ellene felhozott vádak igazak voltak.
Hollywoodban senki sem tud Appleton balesetéről, mivel a baleset idején egyedül volt, és az eset túl messze történt.
Lawsonban azonban már nem mindenki hiszi, hogy ő Luke. Bob Leffert, egy félkarú veterán, aki ismerte az igazi Luke-ot, tudja, hogy nem ő az, és attól fél, hogy Peter szívfájdalmat okoz a városnak, hiszen hatvan másik fiatalembert is elvesztettek a háború alatt.
Néhány nappal később a város üdvözlő partit rendez „Luke” visszatérése miatt, és a város megkéri, hogy zongorázzon, ahogyan gyerekkorában is tette. Ám ahelyett, hogy az általa általában játszott klasszikusok egyikét játszaná, egy boogie-ütemű dalt játszik, amelyet a Majestic mozi egyik tagja tanított meg neki. Hazafelé menet összefut Bobbal, aki szembesíti őt azzal, hogy ő  nem Luke. Bob arcon vágja Petert, amikor az megjegyzést tesz arra, hogy a háború mennyire megváltoztatta őket. Végül Peter, Harry és Adele sikeresen újjáépíti a Majestic-et. Peter meggyőzi a várost arról is, hogy állítsanak emlékművet Franklin D. Roosevelt elnöknek, amelyet a háború után kaptak, de az általános pesszimista hangulat miatt senki sem foglalkozott vele.
Amikor a Majestic-ben bemutatják az általa írt filmet, A szaharai homokkalózok-at („Sand Pirates of the Sahara”), Peter kezdi visszanyerni az emlékezetét, amikor a stáblistában olvassa a saját nevét.
Ugyanekkor Harry szívrohamot kap. A halálos ágyánál Peter hagyja, hogy Harry továbbra is azt higgye, hogy ő Luke, a fia, és Peter sírva fakad, amikor Harry meghal. A temetés után Peter bevallja az igazságot Adele-nek, aki már korábban is sejtette ezt, és támogatja a döntését, hogy elmondja a város többi lakosának is. Mielőtt ezt megtehetné, megérkeznek Ellery és Saunders szövetségi ügynökök, valamint Leo (Peter ügyvédje) és néhány rendőr (korábban két fiú felfedezte Peter autóját a tengerparton).
Amikor Coleman seriff megkérdezi, hogy szükségük van-e segítségre valamiben, a szövetségi ügynökök az egész város előtt felfedik Peter valódi kilétét, és idézést adnak át neki, hogy jelenjen meg egy kongresszusi bizottság előtt Los Angelesben. A találkozójuk során Leo azt tanácsolja Peternek, egyezzen bele, hogy megerősít egy listát más, név szerint megnevezett „kommunistákról”, mert ezzel tisztázhatja a saját nevét. Aznap este a Majestic jegyszedője, Emmett bevallja, tudta, hogy Peter nem Luke, miután hallotta Petert a városi fesztiválon egy roadhouse boogie-t játszani, mivel Luke korábban inkább a klasszikus zenéhez vonzódott.
Másnap Peter és Adele összevesznek, és Adele a vonatra felszállás előtt átadja neki a levelet, amelyet az igazi Luke-tól kapott. A vonaton Peter elolvassa a levelet, amelyben Luke kifejti, tudatában van annak, hogy meghalhat a háborúban egy valódi ügyért, valamint ott találja az amerikai alkotmány zsebméretű változatát és Luke becsületrendjét („Medal of Honor”).
Petert az igazi Luke iránti tisztelete arra ösztönzi, hogy szembeszálljon a bizottsággal, ami hamis vádakkal illette őt. Peter az ülésen, amelyet egész Lawson a televízióban néz, meggondolja magát, és az ülésen szembeszáll Doyle képviselővel. Peter szenvedélyes beszédet tart az amerikai eszmékről, ami meghatja a tömeget, különösen, amikor felemeli Luke Becsületrendjét. A beszéddel megnyeri a hallgatóságot. A törvényhozók a politikai visszhangtól tartva szabadon engedik.
Peter megtudja, hogy a lány, akivel a főiskolán találkozott, volt az, aki őt feljelentette a bizottságnál.
Peter megpróbál visszatérni korábbi karrierjéhez, de rájön, hogy nem tud megbirkózni a stúdióvezetők nevetséges elképzeléseivel, és elhagyja Hollywoodot.
Peter ezután visszatér Lawsonba, bár attól tart, hogy a fogadtatása kínos lesz, ugyanakkor türelmetlenül várja, hogy újra láthassa Adele-t. Peter meglepetésére a város összes lakója hősként üdvözli őt, és úgy döntenek, hogy tisztelettel bánnak vele, különösen a beszédéért és azért, mert úgy döntött, hogy szembeszáll a képviselőkkel.
Peter ezután tulajdonosa és vezetője lesz a Majestic-nek, feleségül veszi Adele-t, és nemsokára fiuk születik.

## Szereplők
| Szerep                       | Színész            | Magyar hang      |
| ---------------------------- | ------------------ | ---------------- |
| Peter Appleton               | Jim Carrey         | Rátóti Zoltán    |
| Harry Trimble                | Martin Landau      | Velenczey István |
| Adele Stanton                | Laurie Holden      | Horváth Lili     |
| Doc Stanton                  | David Ogden Stiers | Láng József      |
| Elvin Clyde                  | Bob Balaban        | Kassai Károly    |
| Doyle kongresszusi képviselő | Hal Holbrook       | Tolnai Miklós    |
| Leo Kubelsky                 | Allen Garfield     | Buss Gyula       |
| Sandra Sinclair              | Amanda Detmer      | Gallusz Nikolett |
| Cecil Coleman                | Brent Briscoe      | Besenczi Árpád   |
| Avery Wyatt                  | Chelcie Ross       | Koncz István     |
| Mabel                        | Catherine Dent     | Bognár Gyöngyvér |
| Spencer Wyatt                | Matt G. Wiens      | Seszták Szabolcs |
| Ernie Cole                   | Jeffrey DeMunn     | Rudas István     |
| Stan Keller                  | James Whitmore     | Kenderesi Tibor  |
| Roland, a bátor felfedező    | Bruce Campbell     |                  |
| Luke a levélben (hang)       | Matt Damon         | Rátóti Zoltán    |

## Fordítás
- Ez a szócikk részben vagy egészben  a   The Majestic (film) című angol Wikipédia-szócikk fordításán alapul.  Az eredeti cikk szerkesztőit annak laptörténete sorolja fel. Ez a jelzés csupán a megfogalmazás eredetét és a szerzői jogokat jelzi, nem szolgál a cikkben szereplő információk forrásmegjelöléseként.
- Ez a szócikk részben vagy egészben  a   The Majestic című spanyol Wikipédia-szócikk fordításán alapul.  Az eredeti cikk szerkesztőit annak laptörténete sorolja fel. Ez a jelzés csupán a megfogalmazás eredetét és a szerzői jogokat jelzi, nem szolgál a cikkben szereplő információk forrásmegjelöléseként.